# مایراتو
مایراتو (به ایتالیایی: Maierato) یک کومونه در ایتالیا است که در استان ویبو والنتیا واقع شده‌است.

## خصوصیات
مایراتو ۳۹٫۹ کیلومترمربع مساحت و ۲٬۳۰۵ نفر جمعیت دارد.